# Suzanne Walker
Suzanne J. Walker ist eine US-amerikanische Biochemikerin und Mikrobiologin an der Harvard Medical School.
Sie ist vor allem für ihre Arbeiten zur Bildung und Funktion der Zellwand von Bakterien bekannt. Sie konnte zur Entwicklung von Antibiotika beitragen, die die bakterielle Zellwand als Wirkziel haben. Weitere Arbeiten befassen sich mit der Struktur und Funktion von Glycosyltransferasen und sind dem Gebiet der Glykobiologie zuzuordnen.

## Leben und Wirken
Walker wuchs in Gallup, New Mexico, auf und erwarb 1983 an der University of Chicago einen Bachelor in Englischer Literatur. 1992 erwarb sie bei John T. Groves an der Princeton University einen Ph.D. in Chemie. Ab 1995 gehörte sie zum Lehrkörper der Princeton University, wo sie 2003 eine Professur erhielt. 2004 wechselte sie an die Harvard Medical School. Hier ist sie (Stand 2021) Professorin für Mikrobiologie.
2002 erhielt Suzanne Walker ein Sloan Research Fellowship, 2011 einen Arthur C. Cope Scholar Award. 2020 wurde sie sowohl zum Mitglied der National Academy of Sciences als auch der American Academy of Arts and Sciences gewählt. Walker hat laut Datenbank Scopus einen h-Index von 57 (Stand November 2021).